# Paratropus lacustris
Paratropus lacustris är en skalbaggsart som först beskrevs av Desbordes 1924.  Paratropus lacustris ingår i släktet Paratropus och familjen stumpbaggar. Inga underarter finns listade i Catalogue of Life.